# Lampides fasciatus
Lampides fasciatus är en fjärilsart som beskrevs av Ribbe 1926. Lampides fasciatus ingår i släktet Lampides och familjen juvelvingar. Inga underarter finns listade i Catalogue of Life.